# Christian Donnat
Christian Donnat (né le 28 décembre 1946 à Marseille) est un footballeur français.

## Biographie
Après une carrière de footballeur professionnel au poste de milieu de terrain, au sein de clubs nationaux tels que l'Olympique de Marseille, le RFC Paris-Neuilly, le Red Star 93, l'AS Nancy et l'AS Béziers, Christian Donnat revient dans sa ville d'origine et entre au Service des sports de la ville d'Aubagne en qualité d'éducateur sportif. 
Il œuvre également durant de nombreuses années au sein de l'Aubagne FC, en qualité d'entraîneur et de directeur sportif. Il terminera ses 32 années au service des aubagnais, par 12 années de direction de ce même service des sports de la ville d'Aubagne, avant de prendre sa retraite du monde du travail en mars 2009.

## Palmarès
| - Olympique de Marseille - Coupe de France - Vainqueur : 1969 (finale non jouée) | - Red Star 93 - Championnat de France de D2 (gr. B) - Vainqueur : 1974 | - AS Nancy - Championnat de France de D2 (gr. B) - Vainqueur : 1975 |